# Canon Type 92 10 cm
Le  canon Type 92 10 cm (九二式十糎加農砲, Kyūni-shiki Jyū-senchi Kannohō) était un canon de campagne utilisé  par l'Armée impériale du Japon durant la Seconde Guerre Sino-Japonaise et la Seconde Guerre mondiale. La dénomination Type 92  indique que cette pièce d'artillerie a été acceptée en l'an 2592 du calendrier impériale japonais, soit 1932 dans notre calendrier grégorien. Le canon Type 92 a été conçu pour remplacer le  canon Type 14 10 cm en première ligne et devenir ainsi le canon standard japonais de sa classe.

## Conception
Le canon Type 92 fut conçu en 1923 comme une alternative à longue portée aux canons de campagne de 75 mm équipant l'Armée impériale japonaise.  Néanmoins, sa production fut reportée, en raison du désir de l'Armée d'alléger le poids de l'ensemble et des nouvelles spécifications militaires de 1927 pour augmenter sa portée. Le prototype final fut présenté en 1932 et après une série de tests intenses, sa mise en production fut acceptée. Les premiers canons Type 92 furent déployés en service actif à partir de 1934.
Facilement reconnaissable à une silhouette très élancée, le Type 92 était donc un canon conçu pour les tirs à longue portée : il pouvait tirer un obus explosif standard de 16 kg à plus de 13 000 m et même plus de 18 000 m pour des obus spéciaux.  Ce canon était équipé avec un système d'amortissement de recul hydropneumatique et une culasse  à filetage interrompu en 3 parties.  3 bèches métalliques en bout de chaque bras de  l'affut permettait de stabiliser le canon en position de tir. Le volant d'élévation (pointage verticale) était positionné à droite de la culasse et sur la gauche se trouvaient les organes de visée et le contrôle de l'azimut (pointage horizontal).
Le type 92, monté sur un affut à roues en bois avec des bandes de roulement en gomme, était conçu pour la traction hippomobile, cependant il était le plus souvent tracté par un camion de 5t. Son transport se révélait délicat du fait de la longueur et du poids de l'ensemble.

## Munitions
Le Type 92 tirait des munitions semi-encartouchées de 105 mm de 16 kg en moyenne : l'obus était  constitué de 2 parties, l'ogive et la charge propulsive, qui étaient  transportées séparément et rassemblées au moment du chargement. Cela permettait aux artilleurs d'ajuster la charge de poudre en fonction des besoins de portée  du moment.
Ce canon pouvait tirer tous les obus de 105 mm de l'époque :
- Obus explosifs avec fusée percutante ou fusante M88
- Obus chimiques avec fusée percutante ou fusante M88
- Obus anti blindage
- Obus fumigène avec fusée fusante (délai programmable) .
- Obus à shrapnell avec fusée fusante (délai programmable) .
- Obus incendiaire avec fusée fusante (délai programmable) .

## Engagements
Malgré un transport difficile, le Type 92 de 105 mm était un canon efficace particulièrement dans des missions de bombardement et tir de contrebatterie à longue distance. Il fut utilisé pour la première fois en combat par le 7e Régiment indépendant  d'artillerie lourde de campagne de l'Armée impériale japonaise contre les Forces soviétiques durant la bataille de Nomonhan.
Il reprit du service plus tard en 1942, aux Philippines pour soutenir l'infanterie durant l'attaque de Bataan : les 16 canons Type 92 du 8e Régiment d'artillerie lourde de campagne commandés par le lieutenant colonel Takahashi tirèrent plus de 4 595 obus en moins d'une semaine. Durant la campagne de Corregidor, l'artillerie japonaise pilonna pendant plus d'un mois les positions fortifiées américaines de  Caballo, Fort Drum et Carabao. Les Type 92 engagés utilisèrent près de 7 426 obus
- Transférés sur l'ile de Guadalcanal, les Types 92 japonais, surnommés Pistol Petes par les G.I's, harcelèrent régulièrement les troupes américaines d'Henderson Field[1].